# Erskine Tate
Erskine Tate (14 de enero de 1895, Memphis, Tennessee - 17 de diciembre de 1978, Chicago) fue un violinista y director de orquesta de jazz norteamericano.
Tate se trasladó a Chicago en 1912, y fue una de las primeras figuras de la escena de jazz de la ciudad, tocando con su banda, la "Vendome Orchestra", formación que inicialmente tenía nueve miembros pero que acabó convirtiéndose en una big band de quince músicos. El teatro Vendome, en el que actuaban regularmente hasta 1928, tenía una sala de cine y la banda de Tate tocaba durante la proyección de películas mudas. Después sería banda residente de otros teatros de Chicago, como el "Metropolitan" o el "Michigan Theatre", hasta 1932. Entre los miembros estables de la banda, estuvieron Louis Armstrong (trompeta), Freddie Keppard (corneta), Buster Bailey (clarinete y saxo), Jimmy Bertrand (batería), Ed Atkins (trombón), y Teddy Weatherford (piano). También tocaron con Tate, en sucesivas ediciones de la banda, Stomp Evans, Eddie South, Punch Miller, Omer Simeon, Preston Jackson, Fats Waller y Teddy Wilson. En 1945, Tate se retiró de la música activa y se dedicó a la enseñanza musical.